# Tiefdruck-Musik
Tiefdruck-Musik war ein Tonträgerunternehmen aus Deutschland. Bei dem Label stehen sowohl nationale wie auch internationale Künstler unter Vertrag.

## Gründungsjahre
Das Label wurde 1998 zunächst als Plattform für Compilation-CDs mit lokalen Newcomern gegründet. Die ersten vier Tonträger beinhalten u. a. die ersten Veröffentlichungen des 4Lyn-Vorgängers Headtrip.

## Kommerzieller Vertrieb
Anfang 2004 unterschrieb das Label einen ersten Vertriebsvertrag mit Sony BMG Music Entertainment. Die erste kommerzielle Veröffentlichung des Labels folgte am 3. Mai 2004 mit F.O.A.D, dem Debütalbum der Band Mad Doggin’. Schon im Juli 2005 wechselte Tiefdruck-Musik zur Universal Music Group und veröffentlichte dort fast 100 CDs.
Seit Juli 2009 ist Tiefdruck-Musik im Vertrieb von Intergroove.

## Künstler
Das Label hat zurzeit folgende Künstler unter Vertrag:
- Adema
- Balboa Inn
- Black Bomb A
- Blind Myself
- Catharina Boutari
- Deadsy
- Devils Gift
- Die So Fluid
- Hot Rod Circuit
- Hutchinson
- Intwine
- Julien-K
- Limbogott
- Lluther
- Mad Doggin’
- M.A.N
- Mnemonic
- Modulok
- Mongofünf
- My Ruin
- Nemhain
- Onesidezero
- Re:Ignition
- Repulsed
- Scary Kids Scaring Kids
- Superbutt
- Tape
- Undercroft